# 지산동 (대구)
지산동(池山洞)은 대구광역시 수성구의 법정동이다. 행정동으로는 지산1동·지산2동으로 나뉜다.

## 연혁
- 달성군 수동면 지산동으로 지칭하였으며 그후 수성면 지산동으로 재칭.
- 1938년 10월 1일 대구시 지산동으로 개칭.
- 1962년 1월 1일 동구 지산동으로 지칭(구제 실시).
- 1980년 4월 1일 수성구 지산동으로 개칭(행정구역 변경).
- 1992년 9월 1일 지산동에서 지산1·2동으로 분동.

## 교육
지산1동
- 대구두산초등학교
- 대구지봉초등학교
- 대구지산초등학교
- 능인중학교
- 능인고등학교
- 대구남양학교

지산2동
- 대구용지초등학교
- 지산중학교
- 수성고등학교

## 아파트
| 단지명             | 건설사       | 시행사                                | 주소                | 입주       | 비고                  |
| ------------------ | ------------ | ------------------------------------- | ------------------- | ---------- | --------------------- |
| 더샵 수성 라크에르 | 포스코이앤씨 | 지산시영 1단지 주택재건축정비사업조합 | 수성구 지산로3길 33 | 2023년 5월 | 지산시영 1단지 재건축 |

## 문화
- 수성아트피아

## 기관
- 대구광역시경찰청
- 한국환경공단 대구경북환경본부
- 대구광역시 보건환경연구원
- 대구광역시 교통연수원